# Moss Christie
Moss Christie   (Sydney, 18 de setembre de 1901 - Sydney, 19 de desembre de 1978) va ser un nedador australià que va competir durant la dècada de 1920.
El 1924 va prendre part en els Jocs Olímpics de París, on va disputar quatre proves del programa de natació. Guanyà la medalla de plata en el relleu 4x200 metres lliures, fent equip amb Frank Beaurepaire, Boy Charlton, Ernest Henry i Ivan Stedman. En els 100, 400 i 1.500 metres lliures quedà eliminat en sèries.